# درب امنیتی

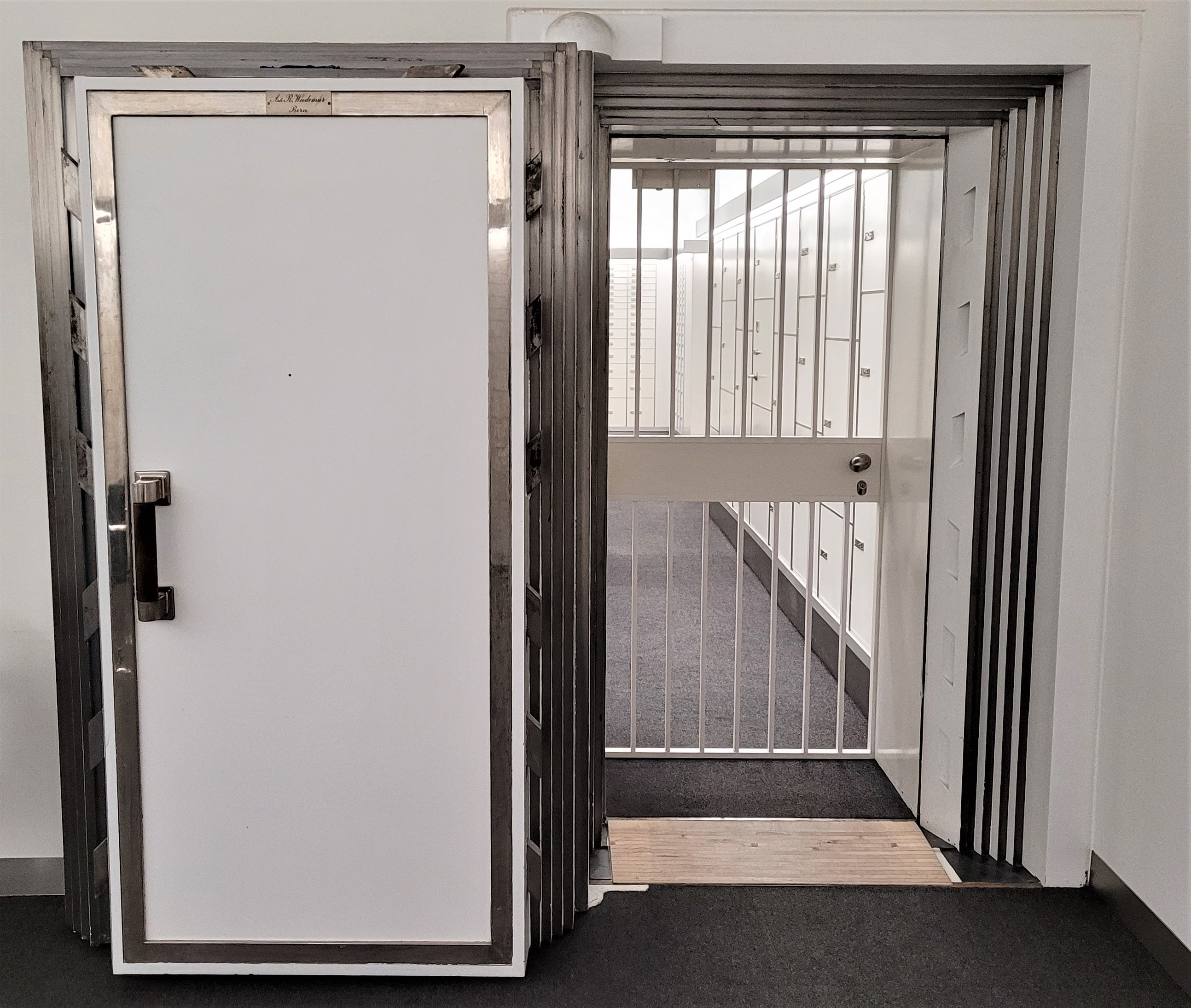
درب امنیتی بانکی در شهر برن

درب امنیتی (انگلیسی: Security Door) یا درب ضد سرقت، به درب‌هایی اطلاق می‌شود که در مقابل شکستن مقاوم‌سازی شده‌اند و به قفل‌هایی جهت جلوگیری از سرقت و تهاجم نیز تجهیز گردیده‌اند. درب‌های امنیتی در ساختمان‌های تجاری و دولتی، همچنین در خانه‌های مسکونی استفاده می‌شوند. این درب‌ها اغلب ضد حریق می‌باشند، تا مانع از گسترش آتش در ساختمان‌ها شوند. درب‌های امنیتی گاهی به تجهیزات امنیتی، حفاظتی و هشدار دهنده نظیر کارت مغناطیسی، قفل الکترونیک و دستگاه هشدار و تجهیزات کنترل دسترسی نیز تجهیز می‌شوند.

## درهای خودکار امنیتی و بیومتریک
درهای خودکار در سراسر جهان مورد استفاده قرار می‌گیرند و می‌توان آن‌ها را در مکان‌های گوناگونی مانند منازل، مراکز خرید، ساختمان‌های عمومی، فرودگاه‌ها، بیمارستان‌ها و سالن‌های نمایش یافت. این سامانه‌ها زمانی که فردی به سمت ورودی در نزدیک می‌شود، در را باز کرده و پس از عبور فرد، آن را می‌بندند. عملکرد این درها عمدتاً مبتنی بر حسگرها و مدارهای الکترونیکی کنترل‌شده با موتور است. در این میان، طراحی در به گونه‌ای صورت گرفته است که یک سیستم حفاظتی نیز تلقی می‌شود و با تجهیزاتی نظیر حسگر اثر انگشت، بدون نیاز به دخالت انسانی به‌صورت خودکار عمل می‌کند.

### فناوری بیومتریک و کاربرد آن در درهای خودکار
جمع‌آوری داده‌های خودکار برای شناسایی افراد بر پایه ویژگی‌های زیستی آنان، تحت عنوان «بیومتریک» شناخته می‌شود. فناوری بیومتریک به دو دسته‌ی اصلی تقسیم می‌شود:
1. فیزیولوژیکی: شامل شناسایی چهره، اثر انگشت، کف دست، عنبیه، و DNA
2. رفتاری: شامل الگوهای تایپ روی صفحه‌کلید، صدا، و امضای دستی

برای عملکرد روش‌های بیومتریک، حضور فیزیکی فرد الزامی است و معمولاً از اجزایی مانند انگشت، چهره یا چشم فرد استفاده می‌شود. در مورد حیوانات نیز معمولاً از الگوهای پوستی برای شناسایی استفاده می‌گردد.

#### مزایای استفاده از اثر انگشت
شناسایی از طریق اثر انگشت، که قدیمی‌ترین و رایج‌ترین فناوری بیومتریک است، می‌تواند هزینه‌های مربوط به تأیید هویت را در بسیاری از کاربردهای حیاتی کاهش دهد. امروزه، دغدغه‌ی امنیتی در خانه‌ها ـ چه در هنگام حضور افراد و چه در زمان عدم حضور ـ جدی تلقی می‌شود؛ چرا که امکان دارد فردی تلاش کند قفل در یا صندوق‌های مخفی را باز کند.
یکی از نخستین چالش‌ها در سیستم‌های امنیتی، ناتوانی در تأمین امنیت دستی برای مکان‌های کم‌دسترس (مانند درهای پشتی یا گاوصندوق‌ها) است. برای مقابله با این مشکل، باید از سامانه‌های مطمئن‌تر و کاملاً خودکار بهره گرفت. فناوری روز این امکان را فراهم کرده تا همه‌چیز به صورت دیجیتال کنترل شود و اطلاعات لازم در آن گنجانده شود.
روش‌هایی مانند کارت‌های شناسایی یا رمز عبور، قابل سرقت یا گم‌شدن هستند و از نظر امنیتی قابل اعتماد نیستند. در مقابل، استفاده از اثر انگشت به‌دلیل نیاز به تطبیق دقیق و دشواری جعل آن، بسیار ایمن‌تر است. همچنین، دستگاه‌های ذخیره‌سازی داده‌های اثر انگشت فضای اندکی اشغال می‌کنند.

#### کاربرد عملی در سیستم‌های مبتنی بر آردوینو
در این مطالعه، مدلی از یک در خودکار ارائه می‌شود که در آن حسگر اثر انگشت به‌عنوان عنصر امنیتی عمل می‌کند. سیستم بر پایه‌ی آردوینو طراحی شده و از الگوریتم ساده‌ی تطبیق الگو بهره می‌برد. به این ترتیب، تنها کاربران مجاز قادر به باز کردن در یا صندوق خواهند بود. این رویکرد نه‌تنها امنیت را افزایش می‌دهد، بلکه برای کاربردهایی در حوزه‌ی امنیت، جرم‌شناسی، و شناسایی هویت انسان نیز کارآمد است.